# Smírčí kámen U zmrzlých
Smírčí kámen U zmrzlých se nachází u silnice II/351 v blízkosti lesa v katastrálním území Polné v okrese Jihlava. Smírčí kámen je nemovitá kulturní památka, která byla v roce 1973 zapsána do státního seznamu kulturních památek pod číslem 32680/7-5145.

## Popis
Kamenný křížový kámen pochází ze 17. století a je umístěn v talutě u silnice II/351 z Polné do Brzkova v lokalitě U Zmrzlíka. Smírčí kámen má připomínat lidskou tragédii. Podle pověsti zde v prudké vánici umrzla žena se svými dvěma dětmi.
Smírčí kámen je obdélná kamenná deska se zaoblenými rohy horní hrany. Na čelní straně je reliéf řeckého kříže nasazeného na žerď. Pod rameny kříže jsou dva nízké reliéfy křížů nebo mečů.